# Orașele scufundate
Orașele scufundate este un roman științifico-fantastic scris de Felix Aderca și publicat pentru prima oară sub formă de foileton în perioada 29 septembrie – 15 decembrie 1932 în revista Realitatea ilustrată și în volum în 15 octombrie 1936 de către Editura Vremea din București. Romanul a purtat succesiv următoarele titluri: X–O, romanul viitorului (1932), Orașele înecate (1936) și Orașele scufundate (titlul dorit de autor și sub care au fost publicate toate edițiile ulterioare începând din 1966).
Romanul descrie o evoluție posibilă a umanității într-un viitor îndepărtat, când Soarele începe să se stingă și emană tot mai puțină lumină și căldură. Retrași de pe pământul neospitalier în patru orașe submarine de pe fundul oceanelor, oamenii se confruntă cu diminuarea graduală a energiei ce cauzează pericolul dispariției speciei. Două poziții diferite se cristalizează în Comitetul politic al Omenirii: înaintarea înspre pirosferă prin săparea unor galerii subterane sau părăsirea Pământului și colonizarea unei alte planete. Este prefigurată literar teama omului în fața catastrofei ce amenință existența civilizației umane.
Orașele scufundate este unul dintre primele romane științifico-fantastice scrise în limba română, având din această perspectivă un rol de document literar. Unii critici ai literaturii științifico-fantastice din România precum Florin Manolescu și Mircea Opriță îl consideră a fi cel mai important roman S.F. românesc din prima jumătate a secolului al XX-lea, urmând tradiția inaugurată timid de Victor Anestin și Henric Stahl.

## Rezumat

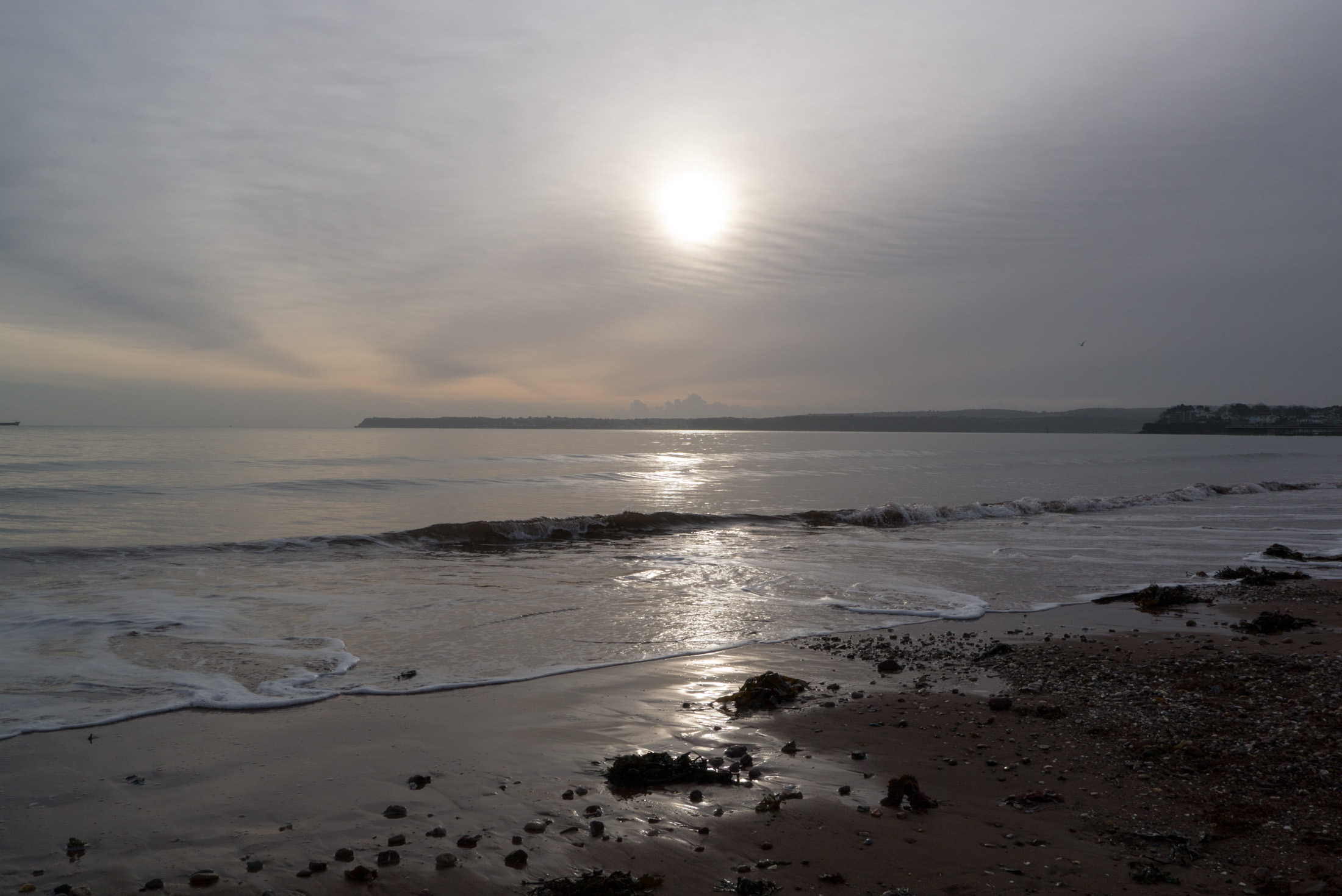
Soare palid într-o zi de iarnă

Într-o seară de iarnă, într-un apartament de la etajul 47 al unui zgârie-nori din Bucureștiul anului 5000, operatorul de cinematograf Ioan Doicin îi povestește soției sale, Ri, ca să o amuze, o fantezie închipuită într-o perioadă îndepărtată (peste câteva mii de ani) a viitorului omenirii, când Soarele a început să se stingă și oamenii s-au retras de pe pământul înghețat în orașe subacvatice de pe fundul oceanelor, viața întorcându-se astfel în locul de unde a început. Coborârea oamenilor în oceane nu a fost una bruscă: odată cu înghețarea planetei, oamenii au mai trăit câteva sute de ani la suprafața Pământului, retrăgându-se înspre Ecuator, iar după epuizarea rezervelor de cărbune și petrol și-au săpat locuințe în interiorul Pământului, mutându-se în cele din urmă în patru orașe subacvatice, construite din sticlă în jurul Ecuatorului, în așteptarea sfârșitului apropiat: Hawaii (capitala Omenirii, în formă de sferă), Ceylan (Orașul Alimentației, în formă de paralelipiped), Cap-Verde (Orașul Energiei Electrice, în forma a două cuburi alăturate, având un cub mai mic suprapus) și Mariana (Orașul Mecanicii, un centru minier în formă de piramidă).
Sub influența fanteziilor pe care i le povestise soției sale, Ioan Doicin adoarme obosit și visează o serie de întâmplări petrecute în viitorul imaginat de el. Mutarea omenirii în ocean a impus raționalizarea vieții: somnul nu mai este necesar, deoarece oboseala este combătută prin purificarea cu o lumină specială, alimentația se face cu buline preparate prin sinteză chimică, iubirea a fost eradicată, iar perpetuarea speciei este permisă numai unor anumiți indivizi ce dobândesc o autorizație specială. Ca urmare a schimbării condițiilor de trai, durata maximă de viață a oamenilor s-a redus în ultima sută de ani cu zece ani, iar omenirea începe să-și piardă treptat însușirile proprii și să ia înfățișarea moluștelor (carnea se subțiază, mâinile se reduc și încep să semene cu aripioare de pești, temperatura sângelui a scăzut la 25 de grade, iar gestația s-a redus la șase luni și continuă să scadă). Temperatura oceanelor scade treptat pe măsură ce Soarele se stinge, iar omenirea se îndreaptă spre dispariție.
Simțindu-și sfârșitul, președintele Pi îi convoacă pe directorii generali ai celor patru orașe (Whitt, Filister, Santio și Xavier) și pe medicul Harwester, dar în loc să-și desemneze un succesor îi avertizează pe cei prezenți că Omenirea nu va mai supraviețui mult timp pe fundul apelor, trebuind să se mute pe o altă planetă pentru a scăpa de extincție. El încheie afirmând profetic că „Omenirea nu mai are nevoie de nici un Președinte!... Ea așteaptă un Mântuitor”, apoi moare. Până la alegerea unui nou președinte, tânăra Olivia, fiica președintelui defunct, este desemnată să ocupe interimar funcția vacantă. Având ambiția de a deveni președinte, inginerul Whitt respinge atitudinea pesimistă a celor care cred că omenirea se află în pragul dispariției și consideră că transformarea oamenilor este o evoluție de la materie la spirit.
Ca urmare a faptului că doctorul Harwester arsese însemnările lui Pi referitoare la descompunerea atomului, considerându-le fără sens, lampa cu opt conuri pentru eliberarea energiei atomice la care lucrase fostul președinte nu poate fi pusă în funcțiune deoarece îi lipsește gazul ultimului con. Inginerul Whitt încearcă inutil să găsească gazul nr. 8, trăgând concluzia că acesta nu există. În același timp, problema producerii și depozitării energiei devine tot mai gravă, provocând o confruntare de idei între membrii Comitetului Politic. Astfel, inginerul Whitt afirmă necesitatea înaintării cât mai departe în interiorul pământului către pirosferă (miezul de foc al planetei), în timp ce inginerul Xavier susține că omenirea trebuie să părăsească Pământul și să colonizeze o nouă planetă. Energia produsă de generatoarele electrice devine tot mai puțină deoarece oceanul începe să înghețe la suprafață până aproape de Ecuator. Populația începe să se revolte pe măsură ce orașele sunt scufundate din ce în ce mai tare în frig și întuneric. În acest timp, animalele oceanice se apropie tot mai mult de pereții din sticlă ai orașelor tot mai întunecate, așteptând tăcute sfârșitul omenirii.
Proiectul inginerului Whitt (ales președinte al Omenirii) de forare în interiorul Pământului pentru a construi orașul subteran Formosa începe să fie pus în aplicare în cea mai mare grabă, în timp ce Xavier construiește un avion de aluminiu propulsat de rachete pentru a zbura în Cosmos și a găsi o planetă cu condiții propice de locuit. Îndrăgostită de Xavier, Olivia o împinge pe prietena ei, Sonia, să lanseze rachetele de propulsie, iar astfel zborul în Cosmos să nu mai aibă loc. Whitt elaborează un plan de salvare ce prevedea părăsirea orașelor și inundarea lor, mutarea provizorie a oamenilor în Mariana până la construirea Formosei și suprimarea oamenilor de prisos (în principal marianii mai puternici fizic, dar mai puțin evoluați din punct de vedere intelectual).
Odată cu Carnavalul de Anul Nou, toți locuitorii din Cap-Verde, Ceylan și Hawaii se mută în Mariana de unde urmau să treacă în Formosa, iar cele trei orașe sunt înecate. Doctorul Harwester și inginerul Santio rămân în orașele părăsite, unde-și găsesc sfârșitul. În același timp, Xavier găsește în constelația Crucea Sudului o planetă dublă cu o singură axă, luminată de doi sori, al cărei spectru arată existența aerului, a apei și a carbonului ce ar crea condiții propice vieții. Planeta primește numele de planeta O, după numele Oliviei. Cu scopul de a concentra puțina energie rămasă către săparea galeriilor, Whitt decide înecarea Marianei cu tot cu locuitorii ei, încredințându-i lui Iran (secundul lui Xavier) sarcina de a acționa ciocanul ce va sparge pereții de sticlă ai orașului. Inginerul Xavier refuză să părăsească Mariana și să se mute în Formosa, iar Olivia decidă să rămână alături de el. Cu câteva minute înainte de distrugerea Marianei izbucnește o revoltă, iar marianii conduși de Iran dărâmă coloanele Formosei, prăbușind orașul peste oamenii care-și acceptă soarta cu resemnare. Rămâne întreg doar Palatul Prezidențial, supraviețuind astfel doar Whitt și secretara lui, Lucia.
Cuprins de „o febră necunoscută firii lui”, Xavier reia experimentele pentru descoperirea gazului 8 care să-i permită să zboare către noua planetă. În paralel, Whitt începe și el experimentele cu scopul de a reconstrui Formosa mai adânc. Xavier descoperă că gazul 8 este oxigenul și îi comunică rezultatul lui Whitt. Astfel, Xavier și Olivia zboară în Cosmos către planeta O, în timp ce Whitt și Lucia rămân să reconstruiască Formosa cât mai aproape de centrul fierbinte al Pământului, ambii găsind soluția pentru perpetuarea speciei umane. Înapoi în Bucureștiul anului 5000, Ioan Doicin se trezește din somn alături de Ri și își dă seama că totul a fost de fapt un vis.

## Structură
Structura romanului este diferită în versiunea din volum față de cea publicată în revistă. Prima versiune conținea 13 capitole (o provocare, un prolog, 10 capitole numerotate și un epilog), acțiunea din final fiind mai scurtă decât cea din versiunea publicată în volum. Prologul și epilogul, care au loc în apartament de la etajul 47 al unui zgârie-nori din New York-ul/Bucureștiul anului 5000 și prezintă discuțiile dintre cei doi soți, sunt scrise ca o piesă de teatru.
- Provocarea
- Prolog
- Cap. I Agonia lui Pi
- Cap. II Orașul cu inima de foc
- Cap. III Între două timpuri
- Cap. IV Povestea vieții e un cerc
- Cap. V Doctorul Morții
- Cap. VI Gazul 8
- Cap. VII Se lasă noapte!
- Cap. VIII Înnecarea Orașelor?
- Cap. IX Ultimul carnaval
- Cap. X Răzbunătorul
- Epilog

În ediția sa definitivă, romanul este împărțit în 17 capitole nenumerotate și având următoarele titluri:
- Prolog
- Agonia lui Pi
- Orașul cu inima de foc
- Între două timpuri
- Povestea vieții e un cerc
- Doctorul morții
- Gazul 8
- Camera cu vise
- Noapte
- Șarpele alb
- Dreptul la crimă
- Ultimul carnaval
- Moartea Orașelor
- Două stele nevăzute
- Răzbunătorul
- „O”
- Epilog

## Personaje
- Ioan Doicin (în prima versiune John Balmont) — operator de cinematograf din Bucureștiul anului 5000, considerat de autor ca fiind meșter în „glume, isprăvi, minciuni și închipuiri”.[38][39]
- Ri (în prima versiune Carel) — floristă, soția lui Ioan Doicin,[38][39] care prefigurează prin aspectul fizic fragil („mijlocul ei prelung de liană”, „sânii mici ca de băiat”, „degete mai albe ca petala de crin”) gingășia femeilor subacvatice din viitor.[14]
- Pi — președintele Omenirii, în vârstă de 39 de ani, preocupat de găsirea formulei descompunerii atomului.[40] Înainte de a muri atrage atenția asupra grabei găsirii unei soluții de salvare a omenirii.[40]
- Olivia — fiica președintelui Pi și a unei femei mariane, în vârstă de 13 ani. Încearcă inițial să-i convingă pe conducătorii orașelor să acționeze concertat, dar nu reușește, neavând veleități de conducere.[41] Imploră ulterior păstrarea orașului subteran Hawaii ca o relicvă istorică a omenirii, dar tot fără succes.[22] În final părăsește Pământului alături de Xavier, pe care-l iubește, urmând să colonizeze o altă planetă.[4]
- Xavier — inginer originar din Hawaii, directorul general al Marianei, iubitul Oliviei. A fost mutat disciplinar mai demult în Mariana pentru nesupunere deoarece era preocupat de mecanica cerească. Susține ideea părăsirii Pământului și colonizarea unei alte planete[4] și își „practică visul cu o voluptate de morfinoman”.[22]
- Whitt (în prima versiune Whit) — inginer, directorul general al Capitalei și șeful laboratoarelor de chimie. Personaj activ,[41] el plănuiește retragerea pământenilor către pirosferă prin construirea orașului subteran Formosa.[4]
- Lucia — chimistă, secretara credincioasă a lui Whitt, ce devine apoi directoare a laboratoarelor fizico-chimice. Se refugiază alături de Whitt în Formosa.[4]
- Filister — inginer, directorul general al Ceylanului și șeful laboratoarelor de alimentație[42]
- Manido — inginer, directorul general al orașului Cap-Verde. Se sinucide atunci când află că președintele Pi este pe moarte, spunând că omenirea este pierdută.[15]
- Santio — inginer secund al orașului Cap-Verde, subșeful uzinelor electrice.[43] Devine director general al orașului Cap-Verde după sinuciderea lui Manido.[44]
- Harwester — medicul președintelui Pi, șeful Comisiei biologice.[41] Are un acvariu secret în care observă degenerarea speciilor și proorocește prin aforisme sfârșitul omenirii.[22]
- Iran — fost miner, inginer secund al Marianei.[41] Are o gândire elementară, dar este corupt de Sonia care-l seduce și lansează apoi rachetele de propulsie pentru a împiedica zborul în Cosmos.[41] În final, el, împreună cu marianii, dărâmă orașul subteran Formosa.[15]
- Sonia — dansatoare din Hawaii, prietena cea mai bună a Oliviei. Lansează rachetele de propulsie pentru a împiedica zborul în spațiul cosmic al lui Xavier și este ucisă apoi de Iran.[15]

## Preocuparea lui Felix Aderca pentru literatura SF

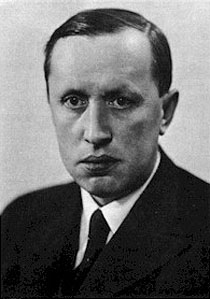
Scriitorul ceh Karel Čapek, unul dintre cei care au influențat activitatea literară a lui Felix Aderca.

Criticii literari care au analizat viața și opera lui Felix Aderca au scos în evidență personalitatea complexă a scriitorului manifestată în plan literar prin abordarea mai multor genuri și specii diferite. Opera sa este un amestec epico-liric, considera criticul Henri Zalis, stimulat de conflictul artistic permanent între sensibilitate și inteligență, între curiozitate și pragmatism.
Felix Aderca a fost pasionat constant de literatura științifico-fantastică. Preocuparea sa poate fi remarcată din articolul „Ce e viitorismul?”, apărut în 1922, în care scriitorul scrie: „Idealul lui Marinetti este «creațiunea omului mecanic, ale cărui fragmente să poată fi înlocuite», și se pare că ultimele rezultate științifice (menținerea în viață a unor țesuturi în mediu străin, grefarea unor glande sau a unor organe întregi – s-au grefat ochi) vin să adauge mai multă seriozitate concepției scriitorului italian”.
Autorul cunoștea scrierile lui H.G. Wells și J.-H. Rosny și a scris recenzii ale unor opere literare SF precum În cetatea idealului (1920) a lui Dem. Theodorescu. Scriitorul român a criticat tendințele exclusiviste ale sămănătorismului și poporanismului de a promova doar operele cu specific național, ignorându-le sau respingându-le pe celelalte. Într-un eseu din 1923 inclus în volumul Mic tratat de estetică sau lumea văzută estetic (1929), Aderca întreba retoric: „Un scriitor de pură fantezie, dar cu un extraordinar talent, trebuie oare dat afară din literatura română – presupunând că ar apărea – numai pentru că n-ar intra în coloana «caracterului specific național»? (un Wells sau Rosny, români)”. Fără a respinge tradiționalismul, el a susținut ideea universalizării valorilor artistice care ar fi marginalizat tendințele iraționaliste și mistice și ar fi determinat racordarea literaturii române la literatura universală a timpului.
Felix Aderca a tradus în limba română în anul 1927, după versiunea germană, piesa futurologică R.U.R. (Rațional-universal-robot). Dramă utopică și colectivă în trei acte și un prolog a scriitorului ceh Karel Čapek. Admirația lui Aderca pentru Čapek este relevată atât de folosirea unei teme care, potrivit profesoarei Elvira Sorohan, „pare să vină în continuarea conținuturilor literaturii S.F. a lui Karel Čapek”, cât și de atribuirea numelui Carel pentru personajul feminin din prologul publicat în revistă. De altfel, Karel Capek va publica în 1936 un roman intitulat Război cu salamandrele în care avansa posibilitatea construcției unor orașe submarine pentru o rasă de animale marine inteligente.
Scriitorul român nu s-a mulțumit doar să traducă și să recenzeze opere literare științifico-fantastice scrise în limbi străine, ci a introdus mai multe elemente fantastice în romanul Aventurile d-lui Ionel Lăcustă-Termidor (1932), care prezintă imaginea unei supercivilizații în pericol de autodistrugere ca urmare a ruperii legăturii cu natura. Astfel, personajul eponim este un spirit „căruia, părăsind spațiile interstelare curbe și timpul infinit pe unde pribegea sub diferite forme, i-a venit gustul la începutul veacului XX (stil terestru) să viețuiască încarnat într-un individ de pe Pământ...”. Ajuns pe Pământ, el prezintă directorului Teatrului Național o „tragedie fantazistă în numeroase tablouri sintetice”, a cărei acțiune se petrece în anul 8000 când rasa umană este împărțită în două rase: atlantizii (ființe intelectuale și spirituale) și continentalii (pădurari și plugari). Această idee a împărțirii speciei umane în două rase biologice este de origine wellsiană (având rădăcini în scrierile lui Edward Bulwer-Lytton), fiind o trimitere directă la eloii și morlocii din Mașina timpului (1895). Apariția unui conflict de rasă determină suprimarea aristocrației parazitare a atlantizilor de către proletariatul primitiv al continentalilor într-o acțiune similară ca efecte cu scufundarea Atlantidei.
Există numeroase asemănări între Aventurile d-lui Ionel Lăcustă-Termidor și Orașele scufundate, evidențiate mai ales în capitolul „Pastorală” al primului roman și în capitolul „Camera cu vise” al celui de-al doilea roman. Astfel, atlantizii corespund locuitorilor din orașele submarine Hawaii, Ceylan și Cap-Verde, în timp ce continentalii seamănă cu muncitorii din Mariana.

## Scriere și publicare

### Scrierea romanului
Fiind un bun cunoscător al literaturii moderne a timpului său (era familiarizat mai ales cu scrierile lui Proust și Joyce), Felix Aderca și-a însușit tehnicile moderne ale prozei și a intuit valoarea literaturii științifico-fantastice de anticipație imaginativă a viitorului. Apropierea sa de genul științifico-fantastic a fost astfel destul de naturală.
Romanul a fost scris în perioada 14 mai – 16 iulie 1932, pe parcursul a 63 de zile, după cum mărturisește Felix Aderca într-o prefață adresată unui prieten imaginar. Mistuit de idei, scriitorul s-ar fi închis în camera sa de lucru, izolându-se de oameni și de zgomotele străzii, și a transcris pe hârtie profeția unui viitor îndepărtat, când civilizația umană se apropie de dispariție. Într-un interviu ulterior, Aderca a afirmat că a intenționat să scrie un basm utopic în stilul lui Wells („o carte bazată pe fantastic, à la H. G. Wells”), cu o bază reală inspirată din mediul social, politic și psihologic al epocii contemporane. Elaborarea romanului a fost totuși „nespus de grea” din moment ce autorul a trebuit să se bazeze doar pe propria sa fantezie, de aceea Aderca era interesat în primul rând de reacția cititorilor.

### Publicarea ca foileton

Coperta ediției din 2006 de la Editura Minerva, colecția Ion Hobana prezintă maeștrii anticipației clasice #8

Scrierea a fost publicată inițial sub formă de foileton în perioada 29 septembrie – 15 decembrie 1932 în 12 numere săptămânale (nr. 296–307) ale revistei Realitatea ilustrată, sub titlul ambiguu X–O, romanul viitorului. Apariția romanului a fost precedată de un anunț publicat în numărul 295 (din 22 septembrie 1932) al revistei care-i informa pe cititori că
| “ | În numărul nostru viitor, vom începe publicarea unui nou roman ROMANUL VIITORULUI X.O. scris de cunoscutul autor Leone Palmantini. În paginile palpitante ale acestui roman, pe care-l vom da în continuare, cititorii vor găsi cea mai frumoasă evocare a viitorului, așa cum va fi în realitate, cu mașinismul și cu dragostea lui, cu ambițiile și desamăgirile lui. | ” |

Autorul se ascundea sub pseudonimul Leone Palmantini, un pretins romancier italian ce debuta în România, dorind să-și asume un nume exotic pentru a evita neîncrederea pe care cititorul român cu tendințe xenofile ar fi manifestat-o față de un scriitor autohton. Folosirea unui pseudonim exotic cu sonoritate străină era explicată de Aderca prin dorința sa de a nu fi confundat cu vreunul dintre scriitorii români compromiși de propria lor imoralitate, precum și prin aspirația sa de a pătrunde într-un spațiu cultural de receptare universală. Scriitorul nu era conștient, în momentul scrierii, de valoarea romanului său, susține scriitorul și criticul Mircea Opriță, și se temea probabil de comparațiile nefavorabile cu ficțiunea de anticipație apocaliptică a lui H.G. Wells și poate de o eventuală compromitere a numelui său. În favoarea acestei ipoteze există mai multe argumente: publicarea în foileton într-o revistă ilustrată ca urmare a unei posibile oferte financiare avantajoase, titlul cu caracter gazetăresc (X–O, romanul viitorului), prezența în prolog a unor personaje „americanizate” (tipice literaturii de consum a epocii) și pendularea periodică între abordarea serioasă și abordarea parodică. Astfel, narațiunea părea a fi o traducere în genul celor publicate periodic în Realitatea ilustrată.
Romanul era precedat de o introducere sub formă epistolară intitulată „Provocarea”, care părea o scrisoare deschisă adresată de autor unui prieten, Nic, „mai mult om de știință”. Provocarea era semnată A. (inițiala numelui), negându-se astfel pseudonimul asumat. Prietenul, real sau fictiv, pare să fie cel care i-a sugerat și subiectul cărții: „destinul Omenirii în ultimii ani ai epocei când Soarele a înghețat”. În această provocare, autorul critică malițios romanul național-istoric „demn de premiul Academiei Române”, ce reprezintă „imitația falsificatoare a realității trăite”, afirmând că „toate romanele pe care le provoci trebue să se petreacă'n viitor, pentru ca cititorul să găsească într'adevăr ceva substanțial, necopiat și nefalsificat, o profeție (oricât de vagă) dar care să se ivească dintr'un germen original”.
Titlul dat romanului foileton X–O, romanul viitorului provine de la inițialele numelor personajelor principale (Xavier și Olivia), care își asumă în final rolurile de Adam și Eva, evadând cu o rachetă de pe planeta înghețată pentru a coloniza o altă planetă unde să pună bazele unei noi civilizații umane. Deși a apărut într-o revistă ilustrată foarte citită, romanul foileton a trecut aproape neobservat, deoarece publicul urmărea îndeosebi știrile și ilustrațiile cu privire la viața mondenă. Potrivit specialistului în literatură SF Ion Hobana, tema romanului (retragerea omenirii în adâncul oceanelor) era una originală la data publicării sale. Lucrările de specialitate nu consemnează apariția anterioară într-o revistă SF gen Amazing Stories sau Astounding a unei opere literare cu o temă asemănătoare cu cea a romanului lui Aderca.
Anterior, în romanul Un român în Lună (1914) al lui Henric Stahl, călătorul român spre Lună se întrebase cu îngrijorare ce s-ar întâmpla pe Pământ dacă razele Soarelui nu ar mai ajunge până la planeta noastră: „Mi se impuse întrebarea: dar dacă Soarele nu s-ar mai lumina? Dacă s-ar fi stins pe veci? Dacă razele lui sfinte, ce aduc până și în cea mai umilă colibă de pe Pământ căldură și înviorare, n-ar mai putea străbate eterul înghețat ca să mângâie și să rodească planetele?”

### Publicarea în volum

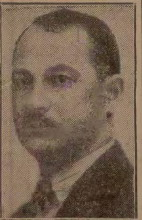
F. Aderca (1936).

Romanul a fost publicat pentru prima dată în volum la 15 octombrie 1936 de Editura Vremea din București, după ce apariția lui fusese anunțată încă din mai 1936 în ziarul bucureștean Vremea. Prima ediție a cărții a purtat titlul schimbat Orașele înecate, fără a se ști dacă această inițiativă i-a aparținut autorului sau s-a datorat interesului comercial al editorului. Probabil în urma semnalelor critice pozitive, autorul și-a reconsiderat romanul și nu s-a mai jenat să-l publice sub numele său, renunțând la pseudonim și semnând F. Aderca. A fost eliminată „Provocarea”, au fost operate o serie de modificări nesemnificative și înlăturate unele considerații care încetineau ritmul acțiunii, iar prologul și epilogul au dobândit un caracter autohton românesc. Personajele au fost redenumite: John Balmont a devenit Ioan Doicin, iar Carel – Ri, discuțiile dintre ei fiind relocalizate de la New York la București. Ca urmare a acestor modificări, cei doi soți vor să lase copiilor parcuri cu flori pe malul Dunării și nu în Tahiti, precum și magazine pe Calea Victoriei și nu pe un bulevard newyorkez.
În ediția princeps, Felix Aderca a înlocuit „Provocarea” omului de știință cu un epigraf poetic cu privire la moartea termică a omenirii care a fost extras din scrierile filozofului german Friedrich Nietzsche:
| “                     | În vreun colț îndepărtat al Universului plin de nenumărate sisteme solare sclipitoare s-a ivit odată o stea pe care unele viețuitoare inteligente au descoperit rațiunea. A fost clipa superbă și înșelătoare a istoriei universale. Dar numai un minut. Steaua, abia după două respirații ale Universului, îngheță și viețuitoarele inteligente trebuiră să piară. ...Cum de nu iscodește cineva un astfel de basm?.... | ” |
| — Friedrich Nietzsche | |   |

Mai multe studii și articole consemnează în mod eronat anul primei publicări a romanului în volum, din cauza documentării prea puțin temeinice și a preluării în lanț a greșelii de la un autor la altul: 1935 (în prefața scrisă de Ov. S. Crohmălniceanu pentru ediția din 1966) sau 1937 (în vol. Literatura română între cele două războaie mondiale din 1972 al aceluiași Crohmălniceanu, în vol. Literatura S.F. din 1980 al lui Florin Manolescu, în prefața scrisă de Mircea Opriță pentru ediția din 1993 sau în vol. Felix Aderca sau vocația experimentului (1996) al lui Valentin Chifor).
Ca urmare a faptului că proza sa modernistă nu se potrivea realismului socialist, ideologia literară oficială a regimului comunist, Felix Aderca a fost cvasimarginalizat în perioada postbelică ca exponent al literaturii „imorale” și „decadente” și a publicat doar biografii romanțate (precum cea a lui Cristofor Columb) și cărți pentru tineret (printre care romanul de aventuri În valea Marelui Fluviu, cu acțiunea în Epoca Comunei Primitive, și povestirea „Un călăreț pierdut în stepă”, cu acțiunea în vremea lui Petru cel Mare). Opiniile critice favorabile ale lui George Călinescu au condus la reevaluarea operei lui Aderca, care a fost publicată postum. Scriitorul revizuise textul romanului științifico-fantastic în vederea unei eventuale republicări, optând, potrivit criticului Ovid S. Crohmălniceanu, pentru titlul Orașele scufundate. Ediția a II-a a fost publicată postum în anul 1966 de Editura Tineretului din București, fiind prefațată de Crohmălniceanu și cu titlul dorit de autor. Toate edițiile ulterioare au fost publicate sub acest titlu.

## Elemente ale viitorului
Romanul Orașele scufundate conține un întreg arsenal științifico-fantastic al societății viitorului: trenuri intercontinentale care străbat distanțe de mii de kilometri în câteva minute, ascensoare care se deplasează cu viteza fulgerului, parcuri cu arbori din cauciuc, animale de companie din ceară sau ghips, alimentație sintetică sub formă de pastile, băi de lumină care combat oboseala etc.

### Tehnica

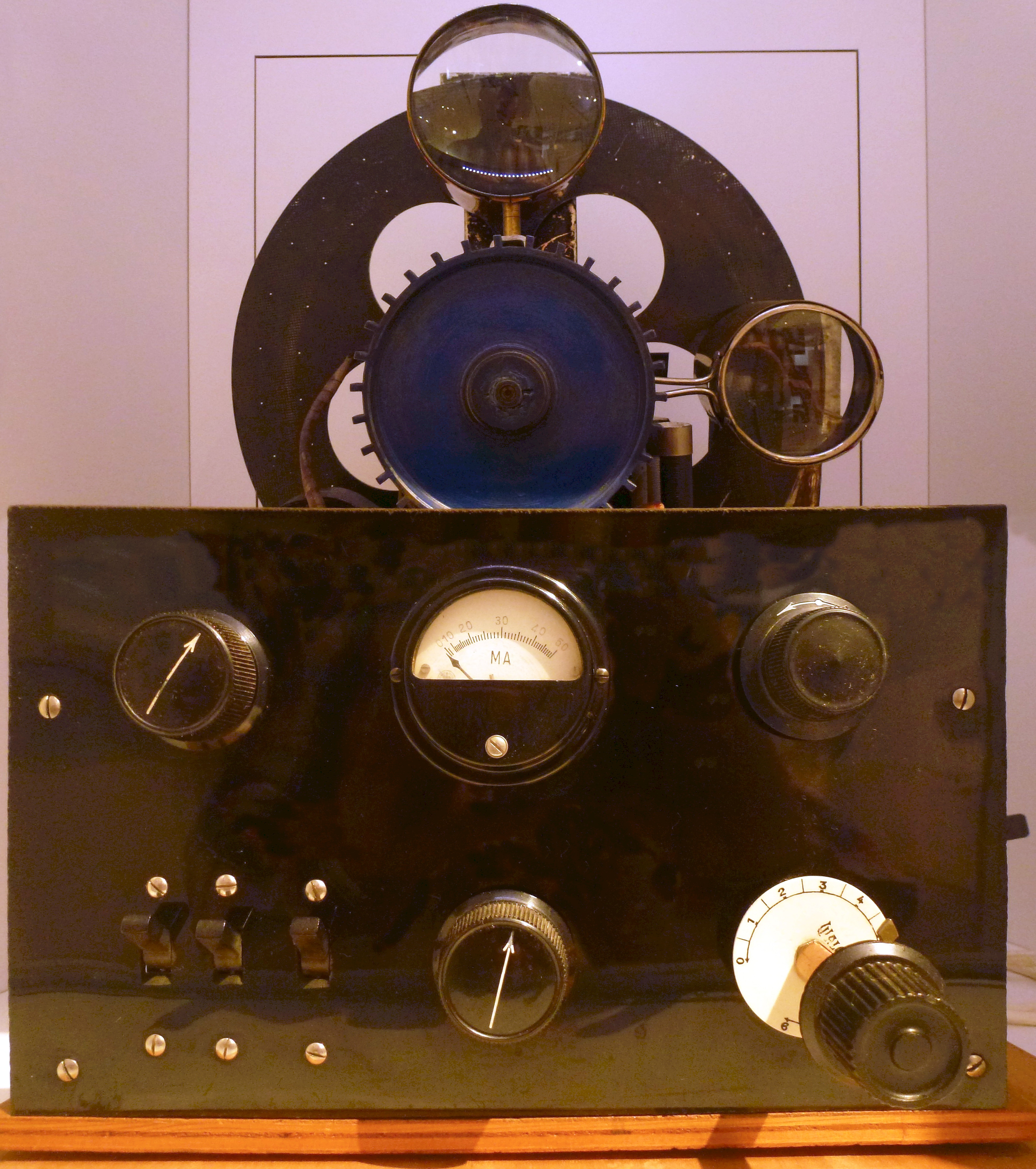
Un receptor de televiziune cu disc Nipkow în Muzeul Național Suedez de Știință și Tehnologie (Tekniska museet) din Stockholm.

Romanul SF conține mai multe elemente științifice. Muribundul președinte Pi (referire la numărul cercului Pi, scris în grecește π) a lucrat până de curând la producerea de energie prin fisiunea nucleară. Mai mult, o centrală mareomotrică este menționată chiar la începutul romanului (4 generatoare electrice sunt alimentate de valurile oceanului), precum și un disc cu imagini ca un fel de videofon: „Și pe discul de argint, învârtindu-se cu o viteză care-l preschimbă în oglindă, se ivește chipul palid, cu ochii mai mari ca de obicei, al inginerului Wann”. Ca unul dintre „inventatorii” descompunerii și recompunerii imaginilor pe o distanță lungă, inginerul german Paul Nipkow, care a obținut la 15 ianuarie 1885 (retroactiv de la data de 6 ianuarie 1884) un brevet pentru un telescop electric pentru reproducerea electrică a obiectelor luminoase, a pregătit drumul televiziunii de astăzi.
Aderca a menționat televiziunea în legătură cu transmiterea unui spectacol de dans în orașul subacvatic; Olivia i se adresează astfel dr. Harwester: „Doctore, vrei să vedem și noi spectacolul? Fără a mai aștepta răspuns, se-ndreptă spre peretele lateral și puse în funcțiune aparatul de televiziune.” El a anticipat și evoluția tehnică a transmisiei imaginilor în mișcare prin undele radio. Emisiunile de televiziune, precum și videofoanele utilizate în roman, fac parte cu adevărat din structura organizatorică a orașului, pentru că orașele subacvatice situate pe fundul mării necesită nu doar trenurile intercontinentale ce circulă prin tunele (descrise în roman), ci și un sistem de telecomunicații perfect.

### Producerea energiei
În capitolele de început ale romanului toate orașele subacvatice par să realizeze o căutare disperată a gazului lipsă pentru lampa fisiunii nucleare. Capitolul al șaselea, „Gazul 8”, descrie dependența de energie și eliberarea ei prin fisiune nucleară: „În locul turbinelor greoaie, ținute aproape de suprafața apelor – cu atâtea jertfe umane – oamenii ar suge electricitatea din materia descompusă, cu aparate mici, la fundul mării, comod.” Atmosfera artificială a civilizației submarine care oferă oamenilor constantele de bază precum aerul și lumina ajunge în pericol de dispariție. Mediul de viață generat de mașinării și controlat tehnologic nu este mai bun decât atmosfera Pământului. Dar, în romanul lui Aderca salvarea pare să stea numai în știință: energia furnizată de miezul topit trebuie să salveze orașele subacvatice. Deoarece vulcanul oferă tot mai puțină energie și nu se găsește o tehnică de economisire rămâne doar soluția de a înainta cât mai departe în interiorul pământului sau de a coloniza o nouă planetă cu o rachetă. Aderca ridică problema durabilității unei lumi artificiale, creată de om, în cazul în care noile tehnologii nu mai funcționează din cauza defecțiunilor sau a epuizării surselor de energie.
În roman, soluția rămâne înaintarea în continuare a oamenilor în interiorul Pământului. Cu ultimele rezerve de energie sunt alimentate două sfredeluri imense. Toți oamenii sunt strânși în noul oraș subteran Formosa. Vechile orașe sunt abandonate și distruse. Cu toate acestea, planul inginerului Whitt de înaintare mai departe în măruntaiele pământului se dovedește a fi o soluție greșită. În cele din urmă, Whitt propune eliminarea marianilor. Energia necesară pentru întreținerea lor ar trebui să fie utilizată pentru forajul în continuare în măruntaiele pământului, asigurând omenirii o nouă locație. Whitt plănuiește să inunde orașul Mariana, uciderea marianilor urmând a se face în favoarea hawaienilor și ceylanezilor mai dotați din punct de vedere intelectual. Dar acum are loc o întorsătură neașteptată. Competentul inginer Iran conduce o revoltă a marianilor în noul oraș Formosa și dărâmă coloanele orașului, îngropându-i pe hawaieni și ceylanezi. Când totul pare a fi în zadar, inginerul Xavier găsește ultimul element care lipsește pentru funcționarea lămpii cu opt conuri și anume oxigenul, lampa urmând să furnizeze energie nelimitată. Inginerul Whitt rămâne să sape cât mai adânc în interiorul pământului cu ajutorul noii surse de energie, lampa de fisiune nucleară, pentru a asigura perpetuarea speciei umane.

## Interpretare și analiză
În îndelungata tradiție a literaturii SF, romanul lui Aderca este încadrat ca distopie (sau „utopie negativă”, potrivit criticului Nicolae Manolescu). Autorul a înțeles că, în epoca mecanizării, literatura științifico-fantastică înlocuiește utopiile literare tradiționale, având rolul de a analiza modul de evoluție a societății, de a preveni derapajele social-politice negative și de a critica formele de organizare care dăunează umanității.
Acțiunea romanului este imaginată în viitor: mai întâi în Bucureștiul anului 5000, caracterizat printr-o dezvoltare extremă a științei și tehnicii în maniera lui Wells și a lui Macedonski (din „Oceania Pacific Dreadnought”), iar apoi cu mai multe mii de ani mai târziu, când, ca urmare a scăderii temperaturii terestre, omenirea s-a retras pe fundul oceanelor.

### Precursori ai ideii răcirii planetei

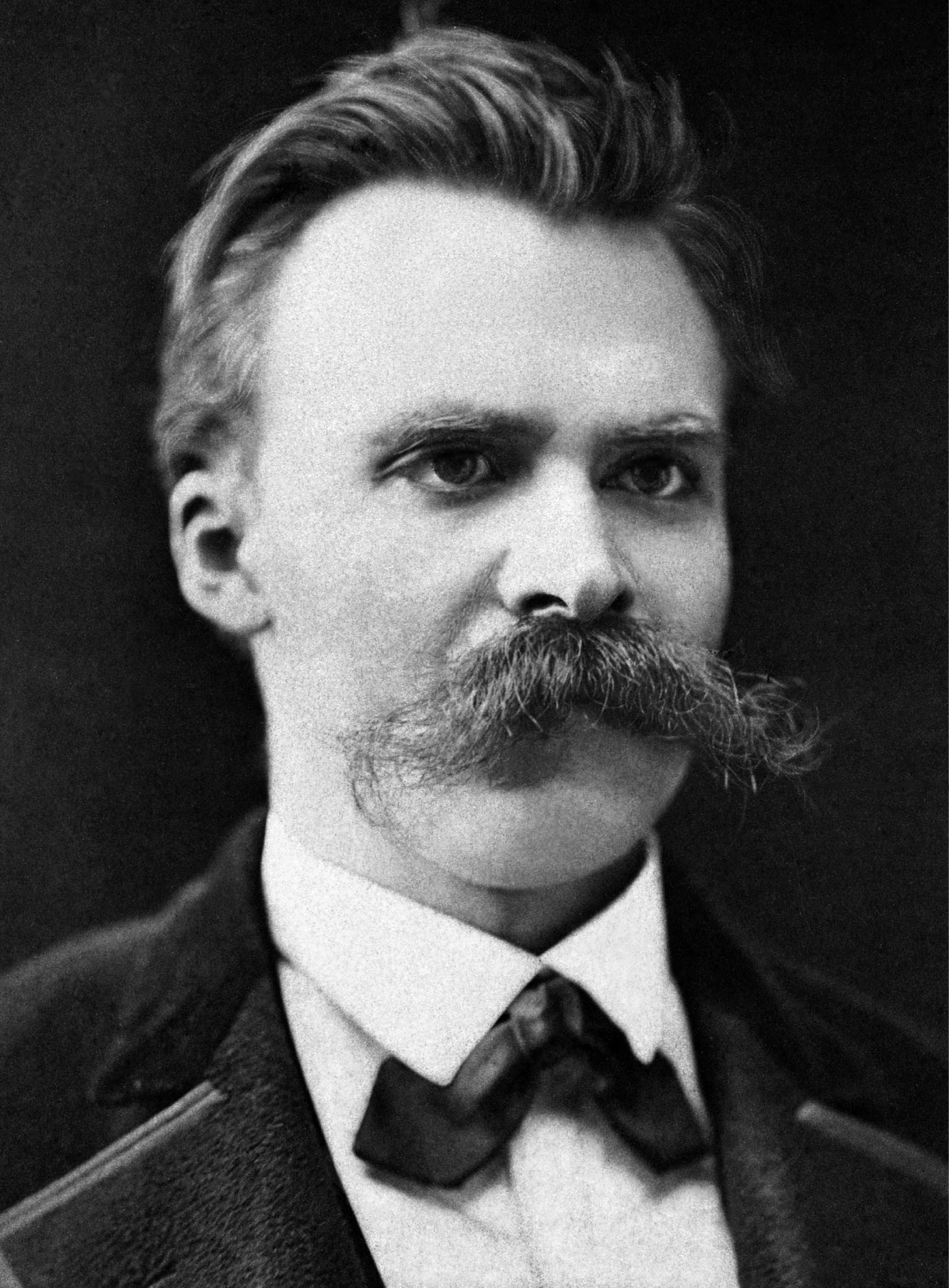
Epigraful romanului cu privire la moartea termică a omenirii îi aparține filozofului german Friedrich Nietzsche.

Retragerea oamenilor pe fundul mării își are rădăcinile în utopiile din secolele al XVIII-lea și al XIX-lea. În societatea tehnologizată au apărut noi utopii care au înglobat progresul științific. Având în vedere că omenirea este în pericol ca urmare a suprapopulării și a catastrofelor, iar dispariția soarelui duce la hipotermie, oamenii trebuie să părăsească Pământul și să se mute în spațiu. Aceste „gânduri de zbor” constituie ipoteza romanului lui Aderca.
Subiectul morții termice datorate reducerii luminii și căldurii emanate de Soare apăruse în scrierile unor autori celebri din secolele anterioare. Astfel, Byron îl menționa astfel în poezia „Întuneric” (1816):
| “ | „Am avut un vis care nu era doar un vis. Strălucitorul soare se stinsese, și stelele Rătăceau întunecate în spațiul nesfârșit, Văduvite de raze și de poteci, iar Pământul înghețat Se legăna orb și înnegrit în văzduhul fără Lună.” | ” |

O idee similară este vehiculată de sociologul francez Gabriel Tarde, profesor de filosofie modernă la Collège de France, în povestirea științifico-fantastică „Fragment d'histoire future”, publicată în 1896 în Revue internationale de sociologie. Autorul evocă în această povestire postapocaliptică un Pământ devastat de scăderea temperaturii în urma reducerii căldurii emanate de Soare; oamenii se refugiază în galeriile minelor și construiesc o nouă civilizație subterană ce se apropie tot mai mult de nucleul fierbinte al planetei.

### Viziunea pesimistă a viitorului
Orașele scufundate expune o viziune pesimistă cu privire la viitorul implacabil al omenirii în condițiile răcirii planetei: tehnica i-a diafanizat pe oameni, făcându-i să-și piardă energia vitală și trăsăturile umane pe măsură ce specia se îndreaptă spre extincție. Stingerea lentă a Soarelui nu oferă nici un mijloc de supraviețuire pentru omenire, astfel încât oamenii au ales o direcție de evoluție precaută și fără viitor, amânând sfârșitul inevitabil prin construirea pe fundul mării a unei lumi artificiale, care poartă semințele distrugerii. În interiorul orașelor submarine existența oamenilor este influențată puternic de mediul refrigerent: oamenii sunt distanți și cinici, sub pretextul lucidității, și își întrețin un fals optimism prin consumul unor droguri olfactive și prin vizionarea unor spectacole cu rol anestezic. Rupți de mediul lor natural de viață, oamenii își pierd însușirile umane și încep să se semene cu moluștele, iar retragerea preconizată către centrul planetei îi va transforma într-un soi de cârtițe.
Mediul natural înghețat luminat slab de Soare este descris de Aderca cu o plasticitate remarcabilă. Pe măsură ce sursa subterană de energie — vulcanul care se răcește treptat — se apropie de epuizare, viața oamenilor din orașele subterane prefigurează imaginea lugubră a sfârșitului de lume: „Domnea o mohoreală și o stupoare de ocnă.” Defilarea alegorică realizată în timpul mutării oamenilor în Formosa încearcă să ofere iluzia măreției umane de altădată, dar reprezintă în realitate doar o parodie.
Cu toate acestea, perspectiva sumbră a viitorului este atenuată prin găsirea atât de Xavier, cât și de Whitt a mijloacelor de perpetuare a speciei umane și prin supraviețuirea a două cupluri adamice. În ambele cazuri viitorul se sprijină pe iubire. Astfel, în ciuda trimiterilor la ură rasială și la voința de a distruge, Aderca oferă poveștii sale un final optimist care dovedește o încredere în știință și în specia umană.
În romanul Orașele scufundate inginerul Whitt caută formula fisiunii nucleare pentru a găsi soluția producerii energiei. Dispariția iminentă a orașelor în mare ar trebui să fie contracarată prin producerea energiei de către o instalație de fisiune nucleară.

### Societatea viitorului

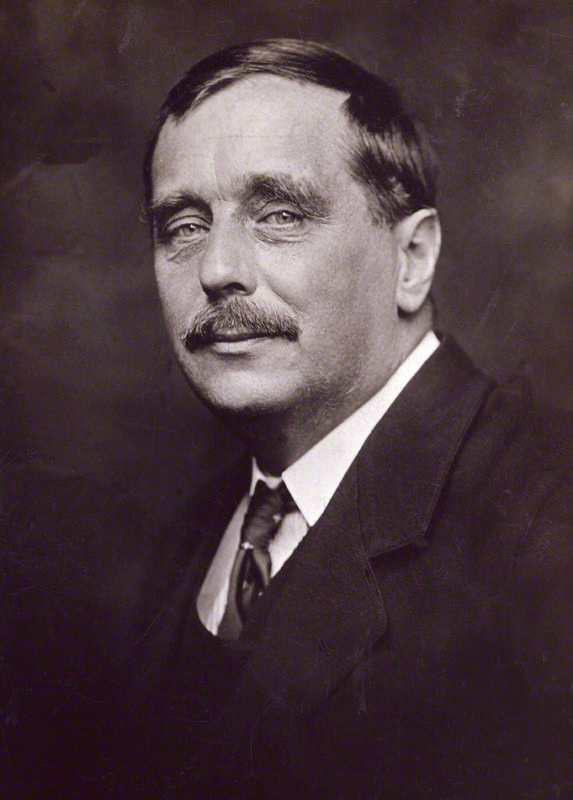
Opera literară a lui H.G. Wells a constituit o sursă de inspirație pentru F. Aderca.

Ca urmare a mutării oamenilor într-un alt mediu au loc modificări social-politice profunde. Societatea adoptă un sistem socialist rigid și primitiv, eliminând „instinctele terestre”. Un președinte dictatorial pe nume Pi, într-un stil tipic fascist, impune eugenia și creșterea copiilor de către comunitate, interzicând concurența economică și orice afiliere etnică. Iubirea oamenilor subterani este redusă la rațiuni practice de perpetuare a speciei, fiind înlăturați toți copiii care nu se potrivesc standardului impus. Societatea umană submarină este împărțită în două rase: o rasă albă (asemănătoare eloilor lui H.G. Wells), formată din savanți și artiști ce nu depășesc vârsta de 40 de ani, care au un corp firav, lipsit de păr, mâini atrofiate, un cap cu ochi mari, lipsiți de pleoape, se alimentează cu parfumuri și fluide și au eliminat somnul prin băile de lumină și o rasă mai închisă la culoare (asemănătoare morlocilor), formată din oameni robuști și păroși care consumă hrană solidă și au păstrat obiceiul somnului. Cele două rase par să fie inspirate din romanul Mașina timpului al lui H.G. Wells, în timp ce conflictele sociale și revoltele marianilor conțin asemănări cu acțiunea romanului Când se va trezi Cel-care-doarme. Existând două rase diferite, apar inevitabilele contradicții sociale: locuitorii din Hawaii, Ceylan și Cap-Verde sunt rasa superioară, în timp ce locuitorii Marianei reprezintă proletariatul, iar primii intenționează să-i sacrifice pe ceilalți pentru a supraviețui. Societatea umană supertehnologizată nu a devenit deci o societate perfectă.
Existența acestei asimetrii biologice provine din adaptarea la mediu și la necesitățile sociale, autorul încercând prin reducerea omului la absurd să atragă atenția asupra degradării rasei umane ce ar putea decurge din degradarea mediului natural sau social al planetei. Astfel, medicul Harwester îi spune la un moment dat inginerului Whitt: „Formele făpturii noastre se schimonosesc. Sângele se subțiază, carnea se topește pe noi. Nu e o întâmplare că mâinile omenești s-au redus și, când le lipim de trup, par aripioare sau solzi.” Procesul degenerativ continuă, urmând să conducă în viitor la dispariția unor membre; singurii neafectați de această involuție fizică sunt locuitorii din Mariana datorită faptului că prestează munci grele.
Analizat din punct de vedere strict științific, Orașele scufundate conține unele stângăcii conceptuale și informații tehnice eronate. Spre exemplu, zborul în Cosmos cu un simplu avion pare astăzi hilar, în timp ce soluția oferită de autor a descompunerii atomului cu ajutorul unei lămpi cu opt conuri era foarte rudimentară chiar și în perioada interbelică. Fizica atomică înregistrase în acei ani progrese importante, cu care Aderca pare să nu fi fost la curent.

## Contextul politic
Scriitorul român lasă finalul deschis în romanul său utopic. Ambele finaluri sunt posibile: salvarea lumii artificiale printr-o invenție (fisiunea nucleară) sau părăsirea Pământului pentru a crea o lume nouă pe o planetă îndepărtată. Existența unor observații sociale profunde și menționarea unor derapaje social-politice precum inegalitatea socială, discriminarea rasială, interdicții în calea reproducerii, suprimarea indivizilor considerați inferiori și clădirea unei lumi noi formate din indivizi „superiori” ridică întrebarea dacă poate exista o lectură politică a romanului, care ar rezulta din atitudinea ambiguă a autorului. Fiind evreu, Aderca a fost ținta atacurilor antisemite ale Gărzii de Fier și era cât pe ce să fie ucis de legionari în timpul Rebeliunii din ianuarie 1941, dar, cu toate acestea, el a admirat poziția politică a Mișcării Legionare, potrivit celor scrise în jurnalul lui Mihail Sebastian, un scriitor evreu care-i era coleg și prieten.
Aderca l-a apreciat pe Corneliu Zelea Codreanu, liderul organizației politice de extrema dreaptă Garda de Fier. Mihail Sebastian menționează în jurnalele sale, care acoperă perioada 1935–1944, că Aderca a regretat asasinarea lui Codreanu: „Aderca, pe care l-am întâlnit aseară la cercul sefard, unde am vorbit amândoi despre Baltazar, într-un fel de șezătoare „festivă” – îmi spunea că deploră moartea lui Codreanu, care a fost un mare om, o apariție genială, o forță etică fără seamăn și a cărui „moarte de sfânt” este o pierdere ireparabilă”. În mai 1941 Sebastian a afirmat că Aderca și-a păstrat și chiar și-a radicalizat aceste opinii. În acest context, el menționează că Aderca i-ar fi spus că îi consideră pe Codreanu și pe Octavian Goga ca fiind mari personalități, iar pe Hitler ca „o minte genială, egal cu Napoleon, ba chiar mai mare”, a vorbit despre cartea Pentru legionari a lui Codreanu ca despre „o carte istorică” și chiar a susținut că, dacă Garda de Fier nu ar fi fost o organizație antisemită, el „s-ar fi înscris acolo”.
În ciuda opiniilor politice favorabile organizațiilor de dreapta, Aderca a suferit persecuții pe criterii rasiale în calitate de funcționar public în cadrul Ministerului Muncii. În timpul guvernului Goga-Cuza (29 decembrie 1937 – 10 februarie 1938) ministrul antisemit Gheorghe A. Cuza a încercat să-l concedieze, prevalându-se de legislația rasială adoptată ce prevedea eliminarea evreilor din funcțiile publice deținute. Nu a putut să o facă deoarece Aderca se bucura de drepturi speciale în calitate de deținător al Medaliei pentru bărbăție și credință (care-i fusese acordată pentru meritele dovedite în Primul Război Mondial), așa că l-a transferat ca represalii la Cernăuți, fără a ține cont de vechimea funcționarului și de meritele sale. Aderca nu s-a plâns de acest transfer abuziv.
Orașele scufundate prezintă dispariția iminentă a unei civilizații care este împărțită (rasial) în oameni care lucrează, oameni cu funcții administrative și oameni de artă care își desfășoară traiul pe fundul mării în orașe artificiale. Internaționalitatea romanului poate fi înțeleasă în urma cercetării recente a dublei apartenențe a autorilor româno-evrei.

## Aprecieri critice

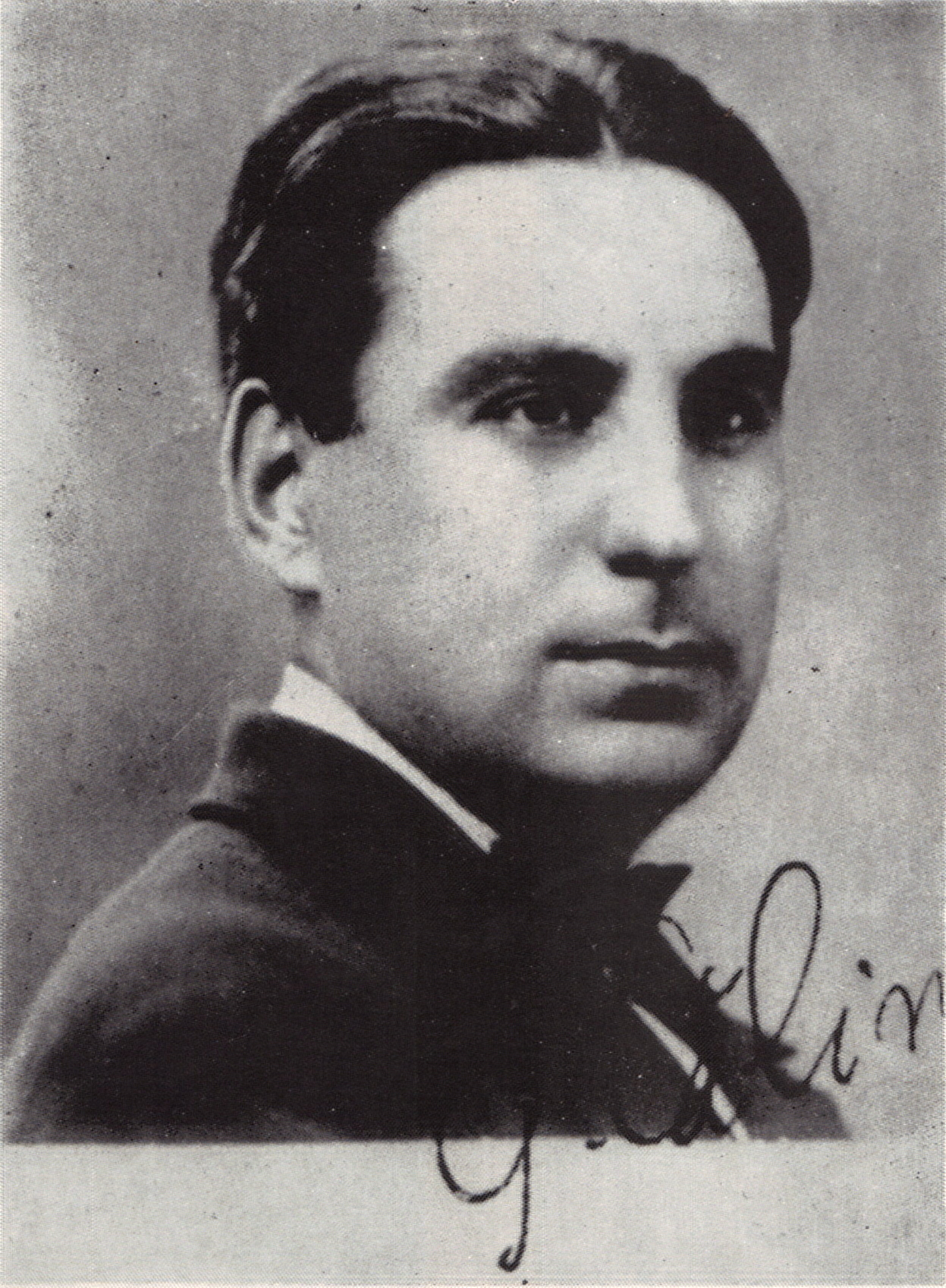
Criticul George Călinescu, autorul unei cronici elogioase a romanului Orașele scufundate.

Lipsa de interes a criticii literare față de literatura științifico-fantastică românească din prima jumătate a secolului al XX-lea s-a datorat, după cum remarca istoricul literar Ion Hobana într-un articol din 1963, lipsei unei tradiții a acestui gen literar în România. Circula prejudecata că literatura științifico-fantastică ar fi o „subliteratură”, fiind întreținută de numărul mare de cărți fără valoare care au fost publicate. Potrivit specialistului sus-menționat, literatura științifico-fantastică românească era un gen literar de nișă până la sfârșitul celui de-al Doilea Război Mondial. În afara romanelor Un român în Lună de H. Stahl și Orașele înecate de F. Aderca, apăruseră până atunci doar povestiri risipite prin diverse publicații și adaptări fără prea mare valoare ale unor lucrări străine («Cetatea Radiului», «Raza misterioasă» etc.).

### Opinii contemporane
Romanul a fost bine primit la momentul apariției, deși unii critici contemporani au ignorat apariția sa. Unul dintre primii cronicari literari care au salutat apariția romanului a fost medicul psihiatru sexagenar Ioan Glicsman, care, într-o cronică literară publicată pe 31 octombrie 1936 în ziarul Adevĕrul sub pseudonimul „doctorul Ygrec”, îl considera „unul dintre cele mai frumoase romane ale literaturii contemporane românești”, lăudând marele talent al autorului de utilizare a informațiilor științifice pentru a crea viață într-un univers fantastic.
Exigentul critic George Călinescu i-a făcut romanului o recenzie consistentă și elogioasă în numărul din 14 martie 1937 al suplimentului Adevărul literar și artistic și apoi în lucrarea sa de referință Istoria literaturii române de la origini până în prezent (1941), prin prisma teoriei genurilor, folosind o terminologie personală („basm viitorist”, „utopic, dar cu miraculos mașinist în stilul Wells”) și comparând imaginea oceanului din scrierea lui Aderca cu spectacolul feeric din Mare del Zur descris în romanul picaresc Simplicius Simplicissimus (1668) al lui Grimmelshausen. Criticul nu ia în considerare decât versiunea publicată în volum, ignorând elementele paratextuale publicate în revistă și eliminate ulterior. Observațiile măgulitoare coexistă cu cele incomode: autorul este considerat un „umorist abscons”, ispitit de „exaltări critice sau lirice”, dar care dovedește uneori o oarecare „inaptitudine constructivă”, iar din acest motiv romanul nu produce un impact puternic asupra spiritului (Orașele scufundate este considerat „un grațios produs al fanteziei, lipsit de o semnificație mai adâncă, afară de o mică teroare apocaliptică”). Potrivit lui Călinescu, „ceea ce încântă în acest roman este sinteza fantastică, darul de a face enorme jucării. (...) Capacitatea de a distribui spațial ideile, ingeniozitatea plastică, riguroasa tehnică a împărăției acvatice, mecanizarea tuturor ramurilor de activitate de la naștere până la moarte, luxul rece electric, toate aceste aspecte de domeniul feericului și al utopicului plac. Se adaugă un humor fără cute de zâmbet, englezesc, făcut din enormități și fantezii”.

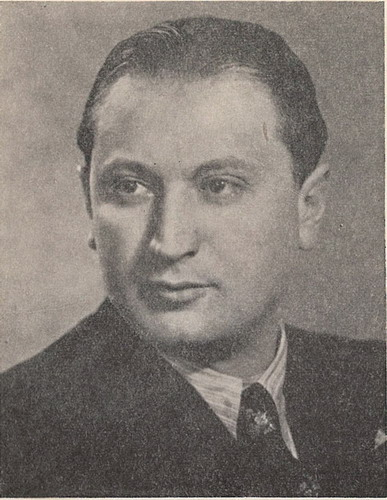
Pompiliu Constantinescu consemna că autorul a dovedit „o artă a scrisului încântătoare”.

Au existat și alte opinii elogioase în perioada apariției romanului. Scriitorul și criticul Mihail Sebastian scria într-un articol publicat în 1937 că „Orașele înecate este o carte de orizont larg...”, scrisă cu ambiții mari în condițiile absenței unei tradiții românești a literaturii de anticipație. De asemenea, criticul Pompiliu Constantinescu, un alt contemporan al autorului, preciza că Felix Aderca, „acel spirit viu, lucid, de analist și poet, în continuă metamorfoză”, a realizat un roman fantastic „cu egală izbândă și cu o artă a scrisului încântătoare”.

### Opinii ulterioare
Criticul Ov. S. Crohmălniceanu, care a prefațat ediția din 1966, îl considera o „îmbinare fericită de speculație intelectuală și fantezie, de epică alertă și sugestie poetică”, ce ilustrează elocvent conceptul de literatură științifico-fantastică bună și reprezintă un model al înnobilării genului printr-un talent literar autentic. Analizând romanul în monumentala lucrare Literatura română între cele două războaie mondiale (1972), criticul sus-menționat afirma că Aderca își imaginează o situație fantezistă plauzibilă în viitor și construiește, pornind de la aceasta și după exemplul lui Wells, o nouă realitate social-politică. Se observă existența unei doze mare de dramatism în romanul lui Aderca evident mai ales în evoluția apocaliptică către sfârșitul omenirii. Autorul își individualizează credibil personajele în acest context pesimist, descriind cu autenticitate rivalitățile și invidiile între conducătorii orașelor submarine. Potrivit criticului Constantin Cubleșan, aspectul cel mai important este imaginarea de către Aderca a unei psihologii marginale într-„un roman fantastic despre viața la final”.
Textul literar conține multă poezie, ce izvorăște din fantezia bogată a autorului, dar și nuanțe de umor discret și de malițiozitate polemică. Spre deosebire de George Călinescu care-l considera pe Aderca un „umorist abscons”, profesoara Elvira Sorohan îl percepea pe autor ca „un romancier frondeur și polemic, mai curând malițios”. Istoricii literari Ion Hobana și Mircea Opriță susțineau cu o anumită doză de subiectivism că Orașele scufundate este opera literară cea mai reușită a lui Felix Aderca, precum și una dintre scrierile cele mai onorabile apărute în perioada interbelică. Mai reținut în afirmații și în același timp mai obiectiv, criticul Nicolae Manolescu recunoștea că romanul Orașele scufundate dovedește încă o dată disponibilitățile literare ale lui Aderca.

### Concluzii
În concluzie, Orașele scufundate a fost considerat una dintre cele mai reușite scrieri SF în limba română din perioada interbelică și se încadrează în evoluția literaturii științifico-fantastice românești, urmând tradiția inaugurată timid de Victor Anestin și Henric Stahl. „Or, în această tradiție care începe timid cu Victor Anestin și continuă acceptabil, dar fără strălucire cu Henric Stahl, romanul lui Felix Aderca izbucnește brusc pe verticala construcției literare, impunându-și prezența ca o culme a genului. Nici un alt roman SF românesc din prima jumătate a secolului [al XX-lea – n.n.] nu-l poate concura decât cu modestie și, uneori, chiar cu umilință”, afirma criticul specializat Mircea Opriță, care-l considera drept „contrautopia realmente valoroasă a epocii”. Văzut din perspectiva istoriei literaturii române, Orașele scufundate are astfel un rol de document literar și trebuie să beneficieze de un regim mult mai favorabil în prezent în contextul creșterii interesului universal pentru subiectele științifico-fantastice.
Tema romanului continuă să fie actuală în contextul socio-cultural contemporan. Decorul distopic al orașelor scufundate sugerează drama omenirii condamnate la dispariție și necesitatea găsirii unei soluții de colonizare a altor planete. În aceste condiții, progresul tehnico-științific nu poate împiedica degradarea constantă a planetei, care va deveni nelocuibilă într-un timp mai scurt sau mai lung. În opinia lui Constantin Cubleșan, Orașele scufundate lansează un avertisment împotriva „izolării omului în cercul autosuficienței sale”. Romanul „se citește astăzi cu teama unei profeții plauzibile”, completa profesoara Elvira Sorohan.

## Traduceri
Romanul Orașele scufundate a fost tradus în limbile maghiară (Az elsűllyedt városok, Editura pentru Literatură, București, 1970; traducere de László Bihari; reeditată de Editura Kriterion din București în 1989) și germană (Die Unterwasserstädte (Wissenschaftlich-phantastischer Roman), Editura Kriterion, București, 1970; traducere de Erich Mesch, cu un cuvânt înainte de Franz Storch). Traducerea în limba germană a apărut în 1977 și în colecția specializată a editurii Wilhelm Heyne Verlag din München, fără prolog și epilog.

## Notă explicativă
1. ↑  Prima publicare a romanului a avut loc sub formă de foileton în perioada 29 septembrie – 15 decembrie 1932 în revista bucureșteană Realitatea ilustrată, astfel: nr. 296/29 septembrie 1932 („Provocarea”, „Prolog”, cap. I „Agonia lui Pi”, pp. 28–30), nr. 297/6 octombrie 1932 (cap. I „Agonia lui Pi”, pp. 29–30), nr. 298/13 octombrie 1932 (cap. II „Orașul cu inima de foc”, pp. 29–30), nr. 299/20 octombrie 1932 (cap. II „Orașul cu inima de foc”, cap. III „Între două timpuri”, pp. 29–30), nr. 300/27 octombrie 1932 (cap. III „Între două timpuri”, pp. 28–29), nr. 301/3 noiembrie 1932 (cap. III „Între două timpuri”, cap. IV „Povestea vieții e un cerc”, pp. 28–30), nr. 302/10 noiembrie 1932 (cap. IV „Povestea vieții e un cerc”, cap. V „Doctorul Morții”, pp. 28–30), nr. 303/17 noiembrie 1932 (cap. V „Doctorul Morții”, cap. VI „Gazul 8”, pp. 28–30), nr. 304/24 noiembrie 1932 (cap. VI „Gazul 8”, pp. 29–30), nr. 305/1 decembrie 1932 (cap. VI „Gazul 8”, cap. VII „Se lasă noapte!”, cap. VIII „Înnecarea Orașelor?”, pp. 28–30), nr. 306/8 decembrie 1932 (cap. VIII „Înnecarea Orașelor?”, cap. IX „Ultimul carnaval”, pp. 28–30) și nr. 307/15 decembrie 1932 (cap. IX „Ultimul carnaval”, cap. X „Răzbunătorul”, „Epilog”, pp. 28–30).